# بايزا (مغن راب)
بايزا (بالإنجليزية: Anthony Baeza)‏ هو رابر أمريكي، ولد في 3 مايو 1993 في فريسنو في الولايات المتحدة.